# هارون كالاغان (لاعب كرة قدم)
هارون كالاغان (بالإنجليزية: Aaron Callaghan)‏ هو لاعب كرة قدم بريطاني، ولد في 1 يوليو 1987 في ديري في أيرلندا الشمالية. شارك مع منتخب أيرلندا الشمالية تحت 21 سنة لكرة القدم. أما مع النوادي، فقد لعب مع ديري سيتي وليسبورن ديستليري ونادي بيليمينا يونايتد.

## وصلات خارجية
- هارون كالاغان على موقع قاعدة بيانات كرة القدم.إي يو (الإنجليزية)